# Hainan, Qinghai
Hainan,  eller på tibetanska Tsholho, är en autonom prefektur för tibetaner som är belägen i Qinghai-provinsen i Kina. Den ligger omkring 160 kilometer sydväst om provinshuvudstaden Xining. Både det kinesiska och tibetanska namnet betyder "söder om sjön," vilket syftar på Kokonor.
Hainan är ett av de områden där den kinesiska regeringen förlade arbetsläger efter grundandet av Folkrepubliken Kina 1949.

## Administrativ indelning
Hainan har en yta som är något större än Estlands. Huvudorten är Chabcha, som är belägen i Gonghes härad. Prefekturen delas in i sex härader, eller dzong som de också kallas på tibetanska:
| Kart  | Kart    | Kart      | Kart         | Kart       | Kart             | Kart                   | Kart      | Kart                     |
| ----- | ------- | --------- | ------------ | ---------- | ---------------- | ---------------------- | --------- | ------------------------ |
|       |         |           |              |            |                  |                        |           |                          |
| Nr    | Namn    | Kinesiska | Pinyin       | Tibetanska | Wylie            | Befolkning (2003 est.) | Yta (km²) | Befolkningstäthet (/km²) |
| Härad |         |           |              |            |                  |                        |           |                          |
| 1     | Gonghe  | 共和县    | Gònghé xiàn  | ཀུང་ཧོ་རྫོང་   | kung ho rdzong   | 120 000                | 16 050    | 7                        |
| 2     | Tongde  | 同德县    | Tóngdé xiàn  | ཐུང་ཏེ་རྫོང་   | thung te rdzong  | 50 000                 | 6 494     | 8                        |
| 3     | Guide   | 贵德县    | Guìdé xiàn   | ཀུའེ་ཏེ་རྫོང་   | ku'e te rdzong   | 100 000                | 3 600     | 28                       |
| 4     | Xinghai | 兴海县    | Xīnghǎi Xiàn | ཤིན་ཧའེ་རྫོང་  | shin ha'e rdzong | 60 000                 | 13 158    | 5                        |
| 5     | Guinan  | 贵南县    | Guìnán Xiàn  | ཀུའེ་ནན་རྫོང་  | ku'e nan rdzong  | 70 000                 | 6 593     | 11                       |

## Klimat
Genomsnittlig årsnederbörd är 462 millimeter. Den regnigaste månaden är juli, med i genomsnitt 114 mm nederbörd, och den torraste är november, med 3 mm nederbörd.